# Leon Pinsker
Leon Pinsker  ou Judah Leib Pinsker (em hebraico: יהודה לייב פינסקר</link>; em russo: Йехуда Лейб Пинскер) (25 de dezembro [Calend. juliano: 13 de dezembro] 1821 – 21 de dezembro [Calend. juliano: 9 de dezembro] 1891) foi um médico e ativista sionista.
Ele nasceu na cidade de Tomaszów Lubelski, na região fronteiriça sudeste do Reino da Polônia, e foi educado em Odessa, onde estudou direito, mas não pôde exercer a profissão devido às restrições locais para profissões permitidas para os judeus.
No início de sua vida, Pinsker havia apoiado originalmente a assimilação cultural dos judeus no Império Russo. Ele defendia a busca pela igualdade de direitos perante a lei para os judeus, mas o seu otimismo se reduzira após os Pogroms de Odessa. Em resposta aos pogroms de 1871 e 1881, Pinsker fundou a organização sionista "Amantes de Sião" (Hovevei Zion) em 1881.
Alguns desentendimentos políticos entre as facções religiosas e seculares do Comitê de Odessa e as restrições otomanas à emigração judaica impediram Pinsker de se mudar para a Palestina, e ele morreu em Odessa em 1891. Posteriormente, seus restos mortais foram levados para Jerusalém em 1934.

## Biografia
Leon (Yehudah Leib) Pinsker herdou um forte senso de identidade judaica de seu pai, Simchah Pinsker, um escritor, estudioso e professor de língua hebraica. Leon estudou na escola particular de seu pai em Odessa e foi um dos primeiros judeus a frequentar a Universidade de Odessa, onde cursou direito. Mais tarde, ele percebeu que, por ser judeu, não tinha chance de se tornar advogado devido ao rígido sistema de cotas para profissionais judeus. Com isso, ele escolheu a carreira de médico.

## Ativismo judaico e sionista

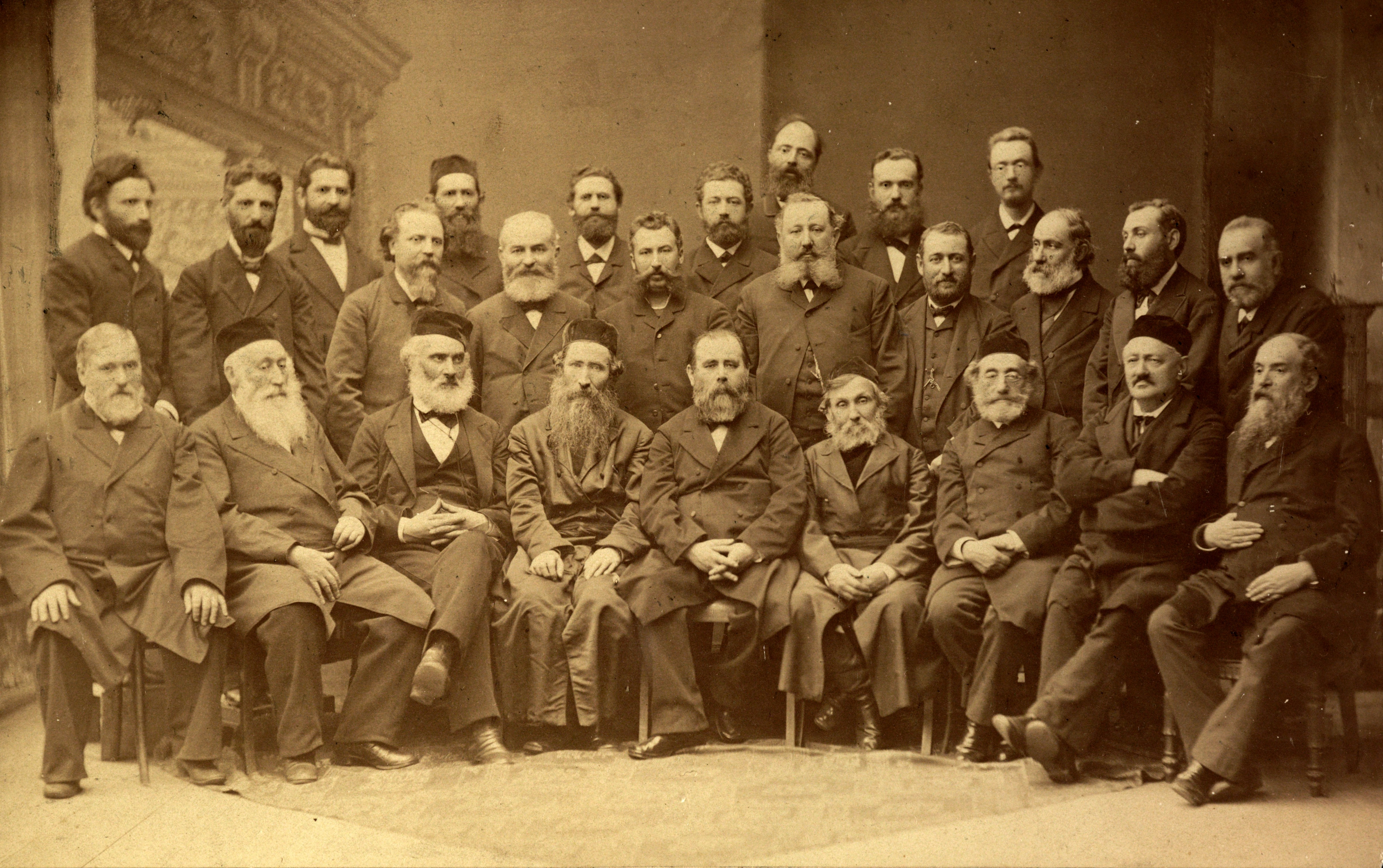
Participantes da Conferência de Katowice, 1884. No centro da primeira fila, o rabino Samuel Mohilever e Leon Pinsker

Pinsker acreditava que o problema judaico poderia ser resolvido se os judeus conquistassem a igualdade de direitos. Em seus primeiros anos, Pinsker defendeu o caminho da assimilação e foi um dos fundadores de um semanário judaico em língua russa (ver também: Haskalá).
O pogrom de Odessa de 1871 levou Pinsker a se tornar uma figura pública ativa. Em 1881, uma onda maior de hostilidades antijudaicas varreu o sul da Rússia e continuou até 1884, muitas delas patrocinadas pelo Estado. A partir de então, as opiniões de Pinsker mudaram radicalmente, e ele já não acreditava que o mero humanismo e o Iluminismo seriam capazes de derrotar o antissemitismo. Em 1884, ele organizou uma conferência internacional do Hovevei Zion em Katowice (na Alta Silésia, então parte do Reino da Prússia).

Como médico profissional, Pinsker preferia o termo médico "judeofobia" ao recentemente introduzido "antissemitismo". Pinsker sabia que uma combinação de afirmações mutuamente exclusivas é uma característica de um transtorno psicológico e estava convencido de que uma fobia patológica e irracional explicaria esse ódio milenar, em que:
... para os vivos, o judeu é um cadáver, para o nativo, um estrangeiro, para o fazendeiro, um vagabundo, para o proprietário, um mendigo, para o pobre, um explorador e um milionário, para o patriota, um homem sem pátria e, para todos, um rival odiado.
Sua visita à Europa Ocidental o levou a escrever seu célebre panfleto Auto-Emancipação, subintitulado "Mahnruf a seine Stammgenossen, von einem russischen Juden" ("Aviso aos seus semelhantes, de um judeu russo"), publicado anonimamente em alemão em 1 de janeiro de 1882, e no qual exortava o povo judeu a lutar por sua independência e consciência nacional.

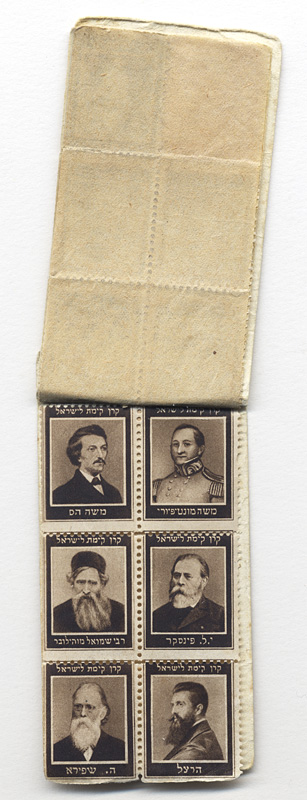
Selos com retratos inscritos, incluindo Leon Pinsker, ca. 1916. Na coleção do Museu Judaico da Suíça.

Em seu panfleto Auto-Emancipação de 1882, Pinsker argumentou contra a Palestina como destino para uma comunidade judaica:
Não devemos nos apegar ao lugar onde nossa vida política foi violentamente interrompida e destruída. O objetivo dos nossos esforços atuais não deve ser a "Terra Santa", mas uma terra nossa. Não necessitamos de nada além de um grande pedaço de terra para nossos irmãos pobres; um pedaço de terra que permanecerá nossa propriedade, da qual nenhum senhor estrangeiro poderá nos expulsar. Para lá levaremos conosco os bens mais sagrados que salvamos do naufrágio de nossa antiga pátria, a ideia de Deus e a Bíblia. Somente eles fizeram da nossa antiga pátria a Terra Santa, e não Jerusalém ou o Jordão. Talvez a Terra Santa volte a ser nossa. Se assim for, tanto melhor, mas antes de mais nada, temos de determinar — e este é o ponto crucial — que país nos é acessível e, ao mesmo tempo, adaptado para oferecer aos judeus de todas as terras que devem deixar as suas casas um refúgio seguro e inquestionável, capaz de se tornar produtivo.
Apesar de ter sido instado várias vezes a alterar o seu ensaio para dizer que a Palestina era o único refúgio judeu aceitável, Pinkser recusou, escrevendo mesmo no seu testamento que não havia mudado de opinião.  Antes de sua morte, ele teria dito: "Como a Terra Santa não pode ser um 'centro físico', exceto para muito poucos de nossos irmãos judeus, seria muito melhor para nós dividir o trabalho de reavivamento nacional em dois, com a Palestina como nosso centro nacional (espiritual) e a Argentina como nosso centro cultural (físico)".  No entanto, Pinsker se tornou um dos fundadores e presidente do movimento Hovevei Zion, que apoiou a criação de colônias agrícolas judaicas na Palestina.

## Assentamento agrícola sionista
Em 1890, as autoridades russas aprovaram a criação da Sociedade de Apoio aos Agricultores e Artesãos Judeus na Síria e na Palestina, dedicada aos aspectos práticos do estabelecimento de colônias agrícolas judaicas naquele país. Pinsker liderou esta organização de caridade, conhecida como Comitê de Odessa. Desentendimentos entre várias facções religiosas e seculares judaicas, uma crise de movimento interno e a proibição da imigração judaica pelo Império Otomano na década de 1890 fizeram com que Pinsker duvidasse que Eretz Israel algum dia se tornaria a solução.

## Morte e legado
Pinsker morreu em Odessa em 1891. Seus restos mortais foram levados para Jerusalém em 1934 e enterrados novamente na Caverna de Nicanor, próxima ao Monte Scopus. O moshav Nahalat Yehuda, agora um bairro em Rishon LeZion, recebeu seu nome em sua homenagem, assim como uma rua em Tel Aviv e vários outros locais em Israel.